# Крус-даз-Алмас
Крус-даз-Алмас (порт. Cruz das Almas) — муниципалитет в Бразилии, входит в штат Баия. Составная часть мезорегиона Агломерация Салвадор. Входит в экономико-статистический микрорегион Санту-Антониу-ди-Жезус. Население составляет 58 293 человека на 2006 год. Занимает площадь 150,903 км². Плотность населения — 386,3 чел./км².

## История
Город основан 29 июля 1897 года.

## Экономика
Валовой внутренний продукт на 2003 год составляет 158 171 336,00 реалов (данные: Бразильский институт географии и статистики). Валовой внутренний продукт на душу населения на 2003 год составляет 2830,30 реалов (данные: Бразильский институт географии и статистики).
Индекс развития человеческого потенциала на 2000 год составляет 0,723 (данные: Программа развития ООН).

## Образование
В Крус-даз-Алмас находится Государственный университет Реконкаву-да-Баия.

## География
Климат местности: тропический жаркий гумидный. В соответствии с классификацией Кёппена, климат относится к категории Aw e Am.